# Coppia di re
Coppia di Re (Pair of Kings) è una serie televisiva statunitense in onda, negli Stati Uniti, su Disney XD a partire dal 10 settembre 2010. Creata da Dan Cross e David Hoge con star Mitchel Musso, che verrà sostituito da Adam Hicks, e Doc Shaw. Le riprese della serie sono iniziate il 15 febbraio 2010. In Italia è in onda a partire dal 21 febbraio 2011 su Disney XD (Italia) e dal 30 marzo 2013 in chiaro su Italia 1.
Mitchel Musso è stato sostituito da Adam Hicks nel giugno 2012.
Adam Hicks il 3 novembre 2012 ha scritto sul suo account twitter di non voler rinnovare per una quarta stagione.

## Trama
La serie racconta di Brady e Boomer, gemelli liceali di Chicago, che un giorno scoprono di essere i re di un'isola chiamata Kinkow. I gemelli hanno sempre vissuto con gli zii perché i genitori anni prima erano rimasti uccisi nell'isola stessa a insaputa dei ragazzi. Questi dovranno imparare a regnare con l'aiuto di Mason e sua figlia Mikayla, ma ostacolati dal cugino Lanny e del suo pesce Yamakoshi, che vuole a tutti i costi regnare su Kinkow. In futuro, Brady scapperà e lascerà spazio a una new entry: Re Boz; il terzo fratello scomparso anni prima a causa di una tempesta.

## Episodi
| Stagione         | Episodi | Prima TV USA | Prima TV Italia |
| ---------------- | ------- | ------------ | --------------- |
| Prima stagione   | 20      | 2010-2011    | 2011            |
| Seconda stagione | 25      | 2011-2012    | 2011-2012       |
| Terza stagione   | 22      | 2012-2013    | 2012-2013       |

## Personaggi

### Personaggi principali
- Re Brady (stagioni 1-2): interpretato da Mitchel Musso, doppiato da Alessio Puccio: gemello di Boomer, innamorato di Mikayla. Cerca in tutti i modi di fare colpo su di lei senza buoni risultati. È il gemello più imbranato e maldestro. Tornerà a Chicago nella terza stagione.
- Re Boz (stagione 3), interpretato da Adam Hicks, doppiato da Gabriele Patriarca: Boz è il gemello ritrovato che prende il posto di Brady durante l'ultima stagione. Si è smarrito in una tempesta quand'era ancora un neonato. Viene poi allevato dalle scimmie per dieci anni, finché non viene trovato dal re e la regina di Mindu. Ha ancora molte caratteristiche e abitudini da scimmia.
- Re Boomer, interpretato da Doc Shaw, doppiato da Simone Crisari: Boomer è il gemello più furbo e fortunato con le ragazze.
- Mason Makoola, interpretato da Geno Segers, doppiato da Alessandro Rossi: capo delle guardie, custode dell'isola e padre di Mikayla. È molto protettivo e si occupa dei ragazzi, ma quando mostrano interesse per la figlia lui li spaventa a morte con le sue abilità di guerriero.
- Mikayla Makoola, interpretata da Kelsey Chow, doppiata da Sara Ferranti: figlia di Mason, come il padre è una grande guerriera. È la ragazza più bella dell'isola, di cui i due re sono innamorati.
- Principe Lanny, interpretato da Ryan Ochoa, doppiato da Leonardo Caneva: cugino dei ragazzi, che sogna da sempre di diventare il re. Copre il ruolo di antagonista.

### Personaggi secondari
- Yamakoshi, doppiato da Vincent Pastore e in italiano da Angelo Nicotra: il pesce consigliere di Lanny, il quale è anche l'unico a poterlo sentire parlare.
- Timothy Kalooka-Khan, interpretato da James Hong, doppiato da Massimo Bitossi: antico sapiente e sciamano dell'isola di Kinkow.
- Hibachi, interpretato da Martin Klebba, doppiato da Corrado Conforti (st.1) e Marco Baroni (st.2-3): nano bullo con 6 dita per ogni piede, Kahula di Shredder Beach, una spiaggia molto pericolosa dell'isola di Kinkow.
- Candis, interpretata da Brittany Ross: la più popolare della scuola, a cui piace molto il gossip.
- Oogie, interpretato da Doug Brochu, doppiato da Jacopo Cinque: amico di Boomer, di cui Brady è geloso.
- Catawampus, interpretato da Eric Petersen: il braccio destro del Principe Lanny.
- Zio Bill, interpretato da John Eric Bentley, doppiato da Massimo Bitossi: zio dei gemelli Brady, Boz e Boomer.
- Zia Nancy, interpretata da Tichina Arnold, doppiata da Barbara Berengo Gardin: zia dei gemelli Brady, Boz e Boomer.
- "La Mummia", interpretato da Doug Tait, doppiato da Alessandro Ballico: nemico ricorrente della serie, un uomo con addosso bende da mummia, molto venerato dagli Uomini Tarantola, suoi fedeli alleati che ricoprono il ruolo di antagonisti, spesso alleandosi con Lanny.

## Sigla
La sigla Top of The World è cantata da Mitchell Musso e Doc Shaw, mentre nella versione italiana è cantata da Nicola Gargaglia con una voce sintetizzata.